# Hexatoma latissima
Hexatoma latissima är en tvåvingeart som först beskrevs av Alexander 1922.  Hexatoma latissima ingår i släktet Hexatoma och familjen småharkrankar.
Artens utbredningsområde är Venezuela. Inga underarter finns listade i Catalogue of Life.